# فهرست قبایل ایلیریا

پراکنش تبارهای ایلیریان در مرزهای یونانیان

## قبایل ایلیری

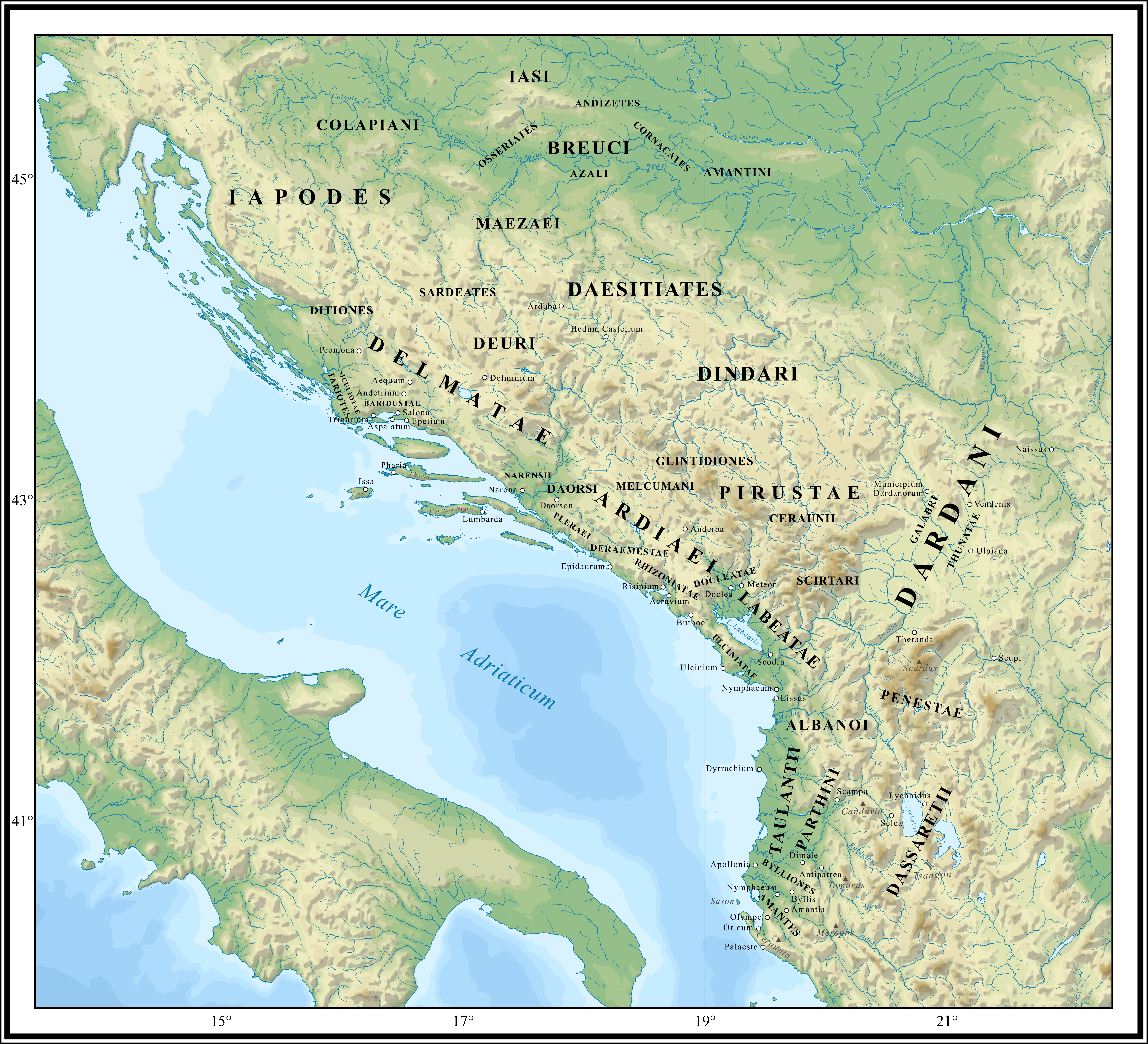
قبایل ایلیری در سده‌های اول تا دوم میلادی

### آلبانی
آلبانی‌ها (یونانی‌باستان:Ἀλβανοί، لاتین:Albanoi)یک قبیله ایلیری بودند که اولین‌بار بطلمیوس از آنها نام برده‌است. آنها شهروندان آلبانوپولیس، واقع در مرکز آلبانی مدرن، در قلعه تپه Zgërdhesh، نزدیک شهر کرویه بودند. نام آلبانیایی‌ها از این قبیله گرفته شده‌است.

### آمانت‌
آمانت‌ها قبیله‌ای از ایلیری‌ها بودند که در جنوب غربی آلبانی امروزی زندگی میکردند قلمرو آنها با محوطه باستانی آمانتیا تطابق دارد.

### آردیایی
آردیایی‌ها یکی از قبایل ایلیری ساکن در سواحل دریای آدریاتیک بودند. استرابون آنها را یکی از سه قبیله قوی ایلیری توصیف می‌کند که دو قبیله دیگر اوتاریاتا و داردانی هستند. در قرن سوم پیش از میلاد  موجودیت سیاسی آردیایی‌ها که در جنوب شرقی دریای آدریاتیک ساکن بودند با عنوان پادشاهی ایلیری شناخته شد. در زمان پادشاه آردیایی  آگرون و همسرش تئوتا، پادشاهی ایلیری به اوج خود رسید. آنها با گردآوری ارتش و ناوگان بزرگ و فرمانروایی مستقیم بر منطقه وسیعی متشکل از قبایل و شهرهای مختلف ایلیری که از رودخانه نرتوا در شمال تا مرزهای اپیروس در جنوب امتداد داشت، به قدرتی مهیب در خشکی و دریا تبدیل شدند.  در حالی که نفوذ آن در سراسر اپیروس و تا آکارنانیا گسترش یافت. به یکی از دشمنان اصلی روم و تهدید اصلی آنها در دریای آدریاتیک تبدیل شدند. قدرت غالب پادشاهی ایلیری در منطقه پس از شکست آن در جنگ های ایلیریا و روم (۲۲۹–۱۶۸ قبل از میلاد) متوقف شد.

### آوتاریاته
آوتاریاته یک قبیله ایلیری بودند که بین قرن‌های ششم و چهارم قبل از میلاد برجسته شدند. استرابون آنها را به عنوان یکی از سه قبیله قوی ایلیری توصیف می‌کند که دو قبیله دیگر آردیایی و داردانی هستند. پس از شکست آنها در طول تهاجمات سلت ها به بالکان در قرن چهارم، بخشی از آوتاریاته که در بوسنی باقی ماندند به تدریج فرهنگ سلتیک را پذیرفتند، در حالی که بخشی دیگر به سمت جنوب نقل مکان کردند و پس از توافق با پادشاهی مقدونیه، ۲۰۰۰۰ نفر در مون‌پارتین‌بلین ساکن شدند.

### باتیاتَه
باتیاتَه یکی از قبایل ایلیری بودند.

### بیلیون
بیلیون‌ها یک قبیله ایلیری بودند. آنها تحت تاثیر یک یونانی شدن نسبی فرهنگی قرار گرفتند. بیلیس و نیکایا مراکز اصلی آنها بود.

### کاوی
کاوی‌ها یک قبیله ایلیری بودند. آنها در نزدیکی دریاچه اشکودر زندگی می‌کردند. سکونتگاه اصلی آنها اپیکاریا بود. نویسندگان باستان به ندرت از آنها نام برده‌اند.

### داردانی
داردانی‌ها از مردمان مرکزی بالکان بودند که از قدیمی‌ترین مردم منطقه بودند. آنها باثبات‌ترین و محافظه کارترین قبیله در میان مردمان بالکان مرکزی بودند و برای چندین قرن حضوری پایدار در این منطقه داشتند. سنت باستان، داردانی‌ها را یک قوم ایلیری می‌دانست، و به ویژه استرابون آنها را یکی از سه قبیله قوی ایلیری توصیف می کند که دو قبیله دیگر آردیایی و آوتاریاته هستند. در دوران پیش از روم، داردانی‌ها پادشاهی خود را تشکیل دادند که اغلب با همسایه جنوب شرقی خود - مقدونیه در تضاد بود.

### داسارِتی
داسارتی‌ها یک قبیله ایلیری بودند که در قسمت‌های داخلی ایلیریای جنوبی، بین جنوب‌شرقی آلبانی امروزی و جنوب‌غربی مقدونیه شمالی زندگی می‌کردند. آنها مستقیما با مناطق اورستیس و لونکستیس مقدونیه در تماس بودند. داسارتی‌ها یکی از برجسته‌ترین مردم ایلیری جنوبی بودند که یک دولت قومی تشکیل دادند.

### دِرِتینی
درتینی یکی از قبایل ایلیری  در نارونا بودند.

### دیوری
دیوری یا دِربانیو یک قبیله ایلیری بودند.

### دایستِس
دایستس یک قبیله ایلیری بودند. فقط استرابون به طور گذرا از این قبیله یاد کرده‌است.

### اِنچلی
انچلی یک قبیله ایلیری بودند. چندین مکان به عنوان سکونتگاه آنها فرض شده‌است؛ در اطراف دریاچه اهرید  یا در منطقه لونکستیس در جنوب تاولانتی.

### کینامبروی
کینامبروی یک قبیله ایلیری بودند. آنها در در سال ۳۳ قبل از میلاد تسلیم آگوستوس شدند.

### لابیاته
لابیاته یک قبیله ایلیری بودند که در سواحل آدریاتیک در جنوب ایلیریا، در اطراف دریاچه اشکودر  زندگی می‌کردند. آخرین پادشاهان ایلیری از این قبیله بودند. ممکن است افول سلسله آردیایی‌ پس از شکست ملکه تئوتا در جنگ اول ایلیری‌ها علیه روم باعث ظهور سلسله لابیاته در صحنه سیاسی شده‌باشد. آخرین پادشاه شناخته شده ایلیری، جنتوس، در جنگ سوم ایلیری-رومی در سال ۱۶۸ شکست خورد. در زمان رومیان، لابیاته سکه‌هایی ضرب میکردند که نشان قومیت خود را روی آن ضرب میکردند.

### سلپیتانی
سلپیتانی (به لاتین:Selepitani) یک قبیله ایلیری بودند که در پایین دریاچه اشکودر زندگی می‌کردند.

### ساردِات
ساردات‌ها یک قبیله ایلیری نزدیک به یایسه بودند. آنها بعداً در داکیه ساکن شدند.

### ساسایی
ساسایی نام یک قبیله ایلیری بود.

### دوکلیاتایه
دوکلیاتایه یک قبیله ایلیری بودند که در مونته‌نگرو امروزی زندگی میکردند.
- آبری
- آماندس
- آندیزتس
- آردیان
- آزالی